# Maggio Itinerante Pistoiese

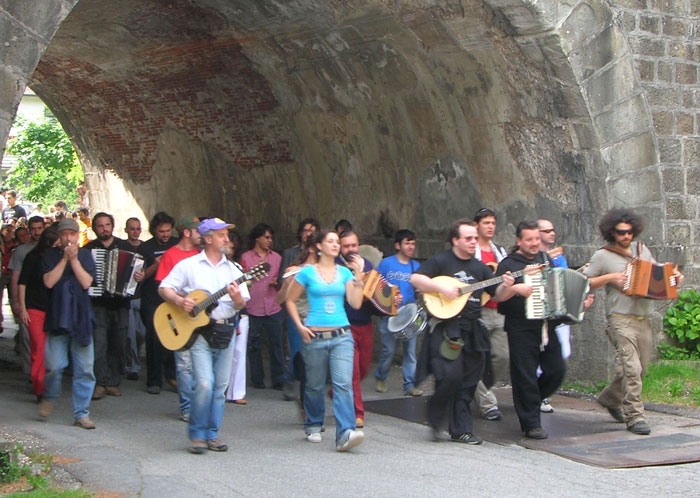
Maggio Itinerante a Pracchia

Il Maggio Itinerante Pistoiese nasce nel 2003 sulla Montagna pistoiese ed è ispirato alla ricorrenza del Calendimaggio, un'antica tradizione popolare. Anziché aver luogo nella notte tra il 30 aprile e il primo maggio, ha la durata di un mese (maggio appunto). È festeggiato nei paesi di Popiglio, Cireglio, Tobbiana (Montale), Bardalone, Montagnana, San Mommè, molti altri della montagna e nella città di Pistoia. In occasione del 1º maggio, il Maggio Itinerante Pistoiese compartecipava al Treno Alta Lentezza, una manifestazione che nel 2013 giunse alla sua sesta ed ultima edizione. Il festival è proposto principalmente dal Collettivo Folcloristico Montano, che musica e improvvisa sui Canti del Maggio (o Maggi).

## La tradizione
La celebrazione dei Maggi, grazie anche al Maggio Itinerante, è una perpetuazione di antiche tradizioni della montagna pistoiese e non solo. Il Cantar Maggio deriva certamente da antichi riti propiziatori di Celti (ivi detti: Beltaine) ed Etruschi, che davano molta importanza ai ritmi della natura, ma probabilmente il dare il benvenuto alla buona stagione ha origini più remote. Dopo la pausa del ventennio fascista, durante il quale era proibito cantar maggio la tradizione è ripresa su gran parte della montagna pistoiese, grazie anche al lavoro di ricerca etnomusicologica di Sergio Gargini. Ogni paese aveva il suo Maggio: Maggio di Orsigna, Maggio del Vizzero, Maggio di Riolunato, Maggio di Vico Pancellorum, Maggio di Piteglio, Maggio di Prataccio, Maggio del Vizzero, ecc.
Una delle formazioni storiche musicali che si propone di mantenere viva la tradizione è il "Collettivo Folcloristico Montano" che opera sul territorio dall'8 marzo 1973. È composto di alcune voci maschili e femminili accompagnate da suonatori di strumenti a corda (chitarre, violino), ad ancia, (organetti, fisarmoniche) e percussioni. Negli anni settanta il gruppo annoverava Sergio Gargini e Maurizio Geri. Fra i canoni del gruppo musicale rientra il suonare e il cantare le ottave, oltre a canti antichi, popolari e nenie.

## Esempio diMaggio
Maggio di Riolunato (canto popolare)
Ecco il ridente maggio

ecco quel nobil mese

che viene a dare imprese

ai nostri cuori (2v)
è  carico di fiori

di rose e di viole

risplende con il sole

ogni riviera (2v)
Ecco la primavera

ecco il tempo novello

torna grazioso e bello

e più giocondo (2v)
rispetto:

(parlato)

Io sono venuto per

ambasciatore

dinanzi a voi

magnifica donzella

e mi ha mandato il vostro

caro amore

per lui io canto

per lui ho una favella

e mi ha mandato il vostro

caro aiuto

per lui io parlo

per lui io vi saluto
E vi saluta tante

volte tante

quante ne può pensar

la vostra mente
e v'ama tanto che

strugger si sente

or tocca a voi

ad essere costante
(riprende cantato)
Ecco che tutto il mondo

si riempie d'allegrezza

di gaudio di dolcezza

e di speranza (2v)
ecco la primavera

ecco il tempo novello

torna grazioso e bello

e più giocondo (2v)

## Discografia
- 2003 - Acqua foco e vento Riccardo Tesi e Maurizio Geri—il manifesto
- 2004 - Lune Riccardo Tesi, Maurizio Geri e Banditaliana—Suppl. de ‘Il Manifesto
- 2007 - ...in carrozza! Collettivo Folcloristico Montano